# Gentiana stipitata
Gentiana stipitata är en gentianaväxtart. Gentiana stipitata ingår i släktet gentianor, och familjen gentianaväxter.

## Underarter
Arten delas in i följande underarter:
- G. s. elegantissima
- G. s. stipitata
- G. s. tizuensis